# اثنين الإنترنت
اثنين الإنترنت أو الاثنين سايبر (بالإنجليزية: Cyber Monday) هو مصطلح تسويقي ليوم الاثنين الذي يلي عطلة عيد الشكر في الولايات المتحدة. نشأ مصطلح «اثنين الإنترنت» من قبل شركات التسويق لإقناع الناس للتسوق عبر الإنترنت. واستخدم المصطلح لأول مرة في 28 نوفمبر 2005، ليصبح واحد من أكثر الأيام للتسوق اون لاين.
اقرأ أيضاً: الجمعة السوداء، الاثنين الأخضر

## التاريخ
تم صياغة مصطلح «سايبر الإثنين» من قبل إلين دافيس، واستخدم لأول مرة في مجتمع التجارة الإلكترونية خلال موسم العطلات 2005. وفقًا لسكوت سيلفرمان رئيس شوب.أورج تمت صياغة المصطلح بناءً على بحث عام 2004 يُظهر أن «أحد أكبر أيام التسوق عبر الإنترنت في العام» كان يوم الاثنين بعد عيد الشكر (اليوم الثاني عشر الأكبر تاريخياً). لاحظ تجار التجزئة أيضًا أن فترة التسوق الأكثر أهمية كانت من 5 إلى 15 ديسمبر من العام السابق. في أواخر تشرين الثاني (نوفمبر) 2005 ذكرت صحيفة نيويورك تايمز: «نشأ اسم سايبر الإثنين من ملاحظة أن الملايين من الأمريكيين العاملين المنتجين بعد عطلة نهاية أسبوع من التسوق عبر النوافذ في عيد الشكر كانوا يعودون إلى اتصالات الإنترنت عالية السرعة في العمل يوم الاثنين ويشترون ما يحلو لهم.» في ذلك الوقت كان لدى الكثير من الأشخاص إنترنت بطيء في المنزل. تم إنشاء فكرة الحصول على مثل هذه العطلة بواسطة توني فالادو في عام 2003 أثناء عمله في 1800Flowers.com، وصاغ «الأربعاء الأبيض» ليكون اليوم السابق لعيد الشكر لتجار التجزئة عبر الإنترنت.

## الولايات المتحدة الأمريكية
في عام 2006 ذكرت كوم سكور أن الإنفاق عبر الإنترنت في اثنين الإنترنت قفز 25٪ إلى 608 مليون دولار و21٪ إلى 733 مليون دولار في 2007، و 15٪ إلى 846 مليون دولار في 2008.
في عام 2009 ذكرت كوم سكورأن الإنفاق عبر الإنترنت زاد بنسبة 5 في المائة في اثنين الإنترنت إلى 887 مليون دولار وأن أكثر من نصف الدولارات التي تُنفق على الإنترنت على مواقع الويب الأمريكية نشأت من أجهزة كمبيوتر العمل (52.7 بالمائة)، وهو ما يمثل زيادة قدرها 2.3 نقطة مئوية عن العام الماضي. وشكل الشراء من المنزل غالبية الحصة المتبقية (41.6 في المائة) بينما استحوذ الشراء من المواقع الدولية على 5.8 في المائة. وفقًا لرئيس كوم سكور جيان فولغوني "أظهرت بيانات كوم سكورأن مبيعات اثنين الإنترنت عبر الإنترنت كانت دائمًا مدفوعة بنشاط شراء كبير من مواقع العمل. لم يتغير هذا النمط. بعد العودة من عطلة نهاية الأسبوع الطويلة لعيد الشكر مع الكثير من التسوق أثناء العطلات. يميل العديد من المستهلكين إلى مواصلة التسوق أثناء العطلات من العمل. سواء للاستفادة من صفقات اثنين الإنترنت الواسعة التي يقدمها تجار التجزئة أو لشراء الهدايا بعيدًا عن أعين المتطفلين من أفراد الأسرة، فقد أصبح هذا اليوم طقسًا سنويًا لأمريكا المتسوقون خلال العطلات عبر الإنترنت. "
في عام 2010 أعلنت شركة كوم سكور عن أول يوم للتسوق عبر الإنترنت بقيمة مليار دولار أمريكي (1028 مليون دولار أمريكي)، بزيادة قدرها 16 بالمائة عن عام 2009. في عام 2011 ذكرت كوم سكور أن أسبوع ألإنترنت شهد أن المستهلكين الأمريكيين ينفقون أكثر من 6 مليارات دولار على الإنترنت من 28 نوفمبر إلى 2 ديسمبر. في عام 2012 ذكرت كوم سكورأن اثنين الإنترنت شهد زيادة بنسبة 16٪ في المبيعات عن عام 2011 بإجمالي 1.5 مليار دولار. في عام 2013 واصلت مبيعات اثنين الإنترنت نموها وسجلت أعلى ربح يوم لها على الإطلاق عند 2.29 مليار دولار.
في عام 2014 بلغ متوسط الإنفاق المخطط 361 دولارًا للفرد. يتوقع 46 بالمائة من الناس الدفعين ببطاقات الائتمان ويتوقع 43 بالمائة الدفعين ببطاقات الخصم. ارتفعت المبيعات بنسبة 8.1٪ وفقًا لتحليلات IBM الرقمية. متوسط الطلب هو 131.66 دولارًا وهو ثابت مقارنة بالعام السابق على الرغم من ارتفاع عدد المعاملات والناس الذين يشترون المزيد من العناصر في المتوسط لكل طلب.
في عام 2016 وفقًا لـ رؤى أدوب الرقمية حقق اثنين الإنترنت رقمًا قياسيًا جديدًا بقيمة 3.45 مليار دولار، وكانت هذه هي المرة الأولى التي تتجاوز فيها المبيعات عبر الإنترنت في يوم واحد 3 مليارات دولار في تاريخ الولايات المتحدة. حيث ارتفعت الأرقام بنسبة 12.1٪ عن العام السابق.
في عام 2018 وفقًا لـ تحليلات أدوب فقد حقق اثنين الإنترنت رقمًا قياسيًا بلغ 7.9 مليار دولار من الإنفاق عبر الإنترنت وهو ما يمثل زيادة بنسبة 19.3٪ عن العام السابق.
في عام 2019 وفقًا لـ تحليلات أدوب بلغ إجمالي معاملات اثنين الإنترنت عبر الهاتف المحمول 3.1 مليار دولار مع وصول إجمالي المبيعات عبر الإنترنت إلى 9.4 مليار دولار.
قام أرباب العمل في الولايات المتحدة بقمع الموظفين الذين يستخدمون معدات الشركة ووقت الشركة لأغراض غير متعلقة بالعمل بما في ذلك اثنين الإنترنت. اعتبارًا من نوفمبر 2011 قام 22٪ من أصحاب العمل بطرد موظف لاستخدامه الإنترنت في أنشطة غير متعلقة بالعمل، 7٪ من مديري الموارد البشرية الذين شملهم الاستطلاع طردوا موظفًا للتسوق في عطلة، و 54٪ من أرباب العمل يمنعون الموظفين من الوصول إلى مواقع معينة. وفقًا لاستطلاع اثنين الإنترنت السنوي لـ كارير بيلدر فإن أكثر من نصف العمال (53٪) يقضون على الأقل بعض وقت العمل في التسوق عبر الإنترنت بزيادة 3٪ عن عام 2015. ومن بين هذه المجموعة، قضي 43٪ ساعة أو أكثر في القيام بذلك مقارنة بـ 42٪ من عام 2015.

## الأرجنتين
وفقًا للصحافة الأرجنتينية تم الاحتفال بـ اثنين الإنترنت في 11 نوفمبر 2014، وسجل نموًا بمقدار عشرة أضعاف في المستخدمين الذين استفادوا من المبيعات عبر الإنترنت مقارنة بالعام السابق.

## كندا
جاء إثنين الإنترنت إلى كندا في عام 2008. عرضت صحيفة ناشيونال بوست مقالًا نُشر في 25 نوفمبر 2010 يفيد بأن تعادل الدولار الكندي مع الدولار الأمريكي تسبب في قيام العديد من تجار التجزئة الكنديين بمبيعات يوم الجمعة الأسود وإثنين الإنترنت الخاصة بهم. وفقًا للمقال كان من المتوقع أن يشارك ما يقدر بـ 80٪ من الكنديين في مبيعات الجمعة السوداء وإثنين الإنترنت. تم إجراء تكهنات بأنه مع جميع محطات البث التلفزيوني الأمريكية الكبرى التي تتوفر عادةً للكنديين مع التركيز على مبيعات الجمعة السوداء وإثنين الإنترنت للمتاجر التي تمارس أيضًا أنشطة تجارية في كندا يحتاج تجار التجزئة الكنديون إلى محاكاة عروض المبيعات من أجل الحفاظ على الدولار الكندي الذي يتم إنفاقه في الولايات المتحدة.
بحلول عام 2011 كان حوالي 80٪ من بائعي التجزئة عبر الإنترنت في كندا يشاركون في اثنين الإنترنت.

## كولومبيا
وقع أول إثنين إنترنت في كولومبيا في 26 نوفمبر 2012. ونظمته الغرفة الكولومبية للتجارة الإلكترونية وبرعاية وزارة تكنولوجيا المعلومات والاتصالات.

## الهند
حصلت الهند على نسختها الخاصة من اثنين الإنترنت (مهرجان التسوق عبر الإنترنت العظيم) في 12 ديسمبر 2012 عندما دخلت جوجل الهند في شراكة مع العديد من شركات التجارة الإلكترونية بما في ذلك فليبكارت وسنابديل وهوم شوب 18 وإندياتايمز شوبينج، قالت Google أن هذه هي المرة الأولى التي يتم فيها تنفيذ مبادرة على مستوى الصناعة بهذا الحجم. في نوفمبر 2015 أعلنت Google أن الحدث لن يتكرر

## اليابان
أعلنت أمازون كو أنها مسجلة باسم اثنين الإنترنت مع جمعية الذكرى اليابانية في عام 2012. وأدار أمازون كو عملية بيع سبعة أيام اثنين الإنترنت من 10 ديسمبر حتى 16 ديسمبر 2012.

## فرنسا
مستوحى من الظاهرة الأمريكية، تم استخدام مصطلح «الاثنين الإلكتروني» لأول مرة في فرنسا في عام 2008.

## البرتغال
في البرتغال تم استخدام مصطلح اثنين الإنترنت لأول مرة في عام 2009.

## رومانيا
في رومانيا اثنين الإنترنت هو أول يوم اثنين بعد الجمعة السوداء والذي يعقده أكبر تجار التجزئة قبل أسبوع واحد من يوم الجمعة الأسود في الولايات المتحدة.

## السويد
في السويد ينمو اثنين الإنترنت بشكل سريع ويقوم العديد من أكبر بائعي التجزئة عبر الإنترنت بإطلاق حملات اثنين الإنترنت بانتظام. تم تأسيس اثنين الإنترنت لأول مرة على أكبر تجار التجزئة على الإنترنت في السويد 2010.

## المملكة المتحدة
وفقًا لمقال نشرته صحيفة الجارديان عام 2009 يشير تجار التجزئة عبر الإنترنت في المملكة المتحدة الآن إلى «اثنين الإنترنت» باعتباره أكثر أيام التسوق عبر الإنترنت ازدحامًا في العام والذي يصادف عادةً في نفس يوم إثنين الإنترنت في الولايات المتحدة.

## أستراليا
بدءًا من الساعة 7 مساءً بتوقيت شرق أستراليا الصيفي في 20 نوفمبر 2012 قرر تجار التجزئة عبر الإنترنت الأستراليون عقد حدث مماثل لأول مرة، طلق عليه اسم «انقر السعر». تعطلت العديد من مواقع الويب على الفور، أو انقطع الاتصال بالإنترنت، أو واجهت مشكلات كبيرة في الخادم، بما في ذلك موقع ترويج انقر السعر. أجرى ديفيد جونز أحد بائعي التجزئة الرئيسيين عملية بيع منافسة أطلق عليها اسم «جنون عيد الميلاد» في نفس التاريخ.

## نيوزيلندا
عقد بائع التجزئة على الإنترنت بيلي بييوند أول بيع في اثنين الإنترنت في نيوزيلندا في 29 نوفمبر 2010.

## بلجيكا
في بلجيكا اثنين الإنترنت شعبية منذ عام 2016. وبسبب الجهود المبذولة من العديد من المتاجر الإلكترونية الكبرى التي أطلقت حملات اثنين إنترنت كبيرة ارتفع متوسط الإيرادات خلال اثنين الإنترنت بنسبة 50٪ مقارنة بإصدار 2015.

## تشيلي
أقيم أول إثنين إلكتروني في تشيلي في 28 نوفمبر 2011. الشركات المشاركة في الحدث هم من المشاركين في لجنة التجارة الإلكترونية بغرفة سانتياغو التجارية. في عام 2015 كان لدى اثنين الإنترنت في تشيلي 85 متجرًا مشتركًا، و 390.000 معاملة و 83 مليون دولار أمريكي في المبيعات. 36٪ منها كانت محمولة. في عام 2016 عقد اثنين الإنترنت في 7 نوفمبر. وتم تسجيل 140 شركة كشركاء رسميين.

## هولندا
في هولندا تم استخدام مصطلح اثنين الإنترنت لأول مرة في عام 2012. ومنذ ذلك الحين استفاد تجار التجزئة الهولنديون عبر الإنترنت من اثنين الإنترنت في أغراض ترويجية لأنه تم توقيته بشكل مثالي قبل الاحتفال بـ سنتركلاس الذي يتم الاحتفال به عن طريق شراء هدايا لبعضهم البعض هولندا. منذ عام 2012 نمت شعبية اثنين الإنترنت بشكل كبير كل عام في هولندا. في المجموع كان هناك 105 متجرًا عبر الإنترنت مشاركًا خلال فترة اثنين الإنترنت لعام 2017. في عام 2019 خلال اثنين الإنترنت زاد إجمالي المتاجر من 40 إلى 189 متجرًا في المجموع.